# 3D XPoint
3D XPoint, uitgesproken als 3D cross point, is een technologie voor niet-vluchtig geheugen, die werd aangekondigd door Intel en Micron in juli 2015 en is beschikbaar onder de merknamen Optane (Intel) en vervolgens QuantX (Micron) sinds april 2017. Zowel de snelheid als de schrijfbestendigheid zouden tot duizend maal hoger zijn dan flashgeheugen.
Terwijl NAND-geheugen elektrische lading en blokadressering gebruikt om gegevens op te slaan, doet 3D XPoint dit met elektrische weerstand en bitadressering. De datacellen hebben niet elk een transistor nodig, waardoor de celdichtheid hoger kan zijn dan die van NAND en DRAM. De bedrijfssnelheid wordt verwacht lager te zijn dan die van DRAM. De prijs per bit zal hoger zijn dan bij NAND maar lager dan bij DRAM.